# Bothrops lojanus
Bothrops lojanus är en ormart som beskrevs av Parker 1930. Bothrops lojanus ingår i släktet Bothrops och familjen huggormar. IUCN kategoriserar arten globalt som starkt hotad. Inga underarter finns listade.
Arten förekommer i Anderna i Ecuador. Den lever i regioner som ligger 2100 till 2500 meter över havet. Området är täckt av torra bergsskogar. Honor lägger inga ägg utan föder levande ungar.